# 16. Armee (Wehrmacht)
Die 16. Armee / Armeeoberkommando 16 (AOK 16) war eine Kommandobehörde des Heeres der Wehrmacht während des Zweiten Weltkrieges. Sie war Oberkommando jeweils wechselnder Armeekorps sowie zahlreicher Spezialtruppen.

## Geschichte
Die 16. Armee wurde am 22. Oktober 1939 aufgestellt. Der Personalstamm wurde durch das Infanterie-Ersatz-Bataillon 1 in Königsberg gestellt.
Sie nahm am Westfeldzug und am Krieg gegen die Sowjetunion teil, wo ihr II. Armeekorps im Januar 1942 bei Demjansk und eine weitere Kampfgruppe bei Cholm eingeschlossen und erst im Frühjahr 1942 befreit wurden. Der zur Festung erklärte Frontvorsprung von Demjansk wurde aufgrund eines Führerbefehls gehalten und erst nach der Niederlage von Stalingrad im Februar 1943 geräumt.
Als die 2. Baltische Front am 19. Februar 1944 beiderseits Cholm angriff, erlitt die 16. Armee schwere Verluste und wurde bis Herbst 1944 schrittweise auf Kurland zurückgedrängt, wo sie zusammen mit der 18. Armee am 8. Mai 1945 kapitulierte.

## Oberbefehlshaber
| von               | bis               | Dienstgrad                | Name                                            |
| ----------------- | ----------------- | ------------------------- | ----------------------------------------------- |
| Januar 1940       | 12. Oktober 1943  | Generalfeldmarschall      | Ernst Busch                                     |
| 12. Oktober 1943  | 1. Juni 1944      | General der Artillerie    | Christian Hansen                                |
| 1. Juni 1944      | 3. September 1944 | General der Infanterie    | Paul Laux                                       |
| 3. September 1944 | 10. März 1945     | Generaloberst             | Carl Hilpert                                    |
| 10. März 1945     | 16. März 1945     | General der Infanterie    | Ernst-Anton von Krosigk                         |
| 16. März 1945     | 8. Mai 1945       | General der Gebirgstruppe | Friedrich Jobst Volckamer von Kirchensittenbach |

## Chefs des Generalstabes
- Generalmajor/Generalleutnant Walter Model: von der Aufstellung bis Mitte November 1940
- Oberst i. G. Rolf Wuthmann: von Mitte November 1940 bis Mitte Januar 1942
- Oberst/Generalmajor Hans Boeckh-Behrens: von Mitte Januar 1942 bis Juli 1943, vorher Erster Generalstabsoffizier
- Generalmajor Paul Herrmann: von Juli 1943 bis Oktober 1944
- Generalmajor Curt-Ulrich von Gersdorff: von Oktober 1944 bis Kriegsende

## Erste Generalstabsoffiziere
- Oberst i. G. Hans Boeckh-Behrens: von der Aufstellung bis Januar 1942, anschließend Chef des Generalstabes
- Oberst i. G. Kurt Brandstädter: von Januar 1943 bis Mai 1943Thun
- Oberst i. G. Hanns-Horst von Necker: von Mai 1943 bis Dezember 1943
- unbekannt
- Oberstleutnant i. G. Albert Bach: ab September 1944

## Unterstellung
| von           | bis         | Heeresgruppe         | Einsatzraum                   |
| ------------- | ----------- | -------------------- | ----------------------------- |
| Dezember 1939 | April 1941  | Heeresgruppe A       |                               |
| Mai 1941      | Mai 1941    | Heeresgruppe A       | Ostpreußen                    |
| Juni 1941     | Januar 1945 | Heeresgruppe Nord    | Abschnitt Leningrad bis Newel |
| Januar 1945   | Mai 1945    | Heeresgruppe Kurland | Kurland                       |